# Subsistenz

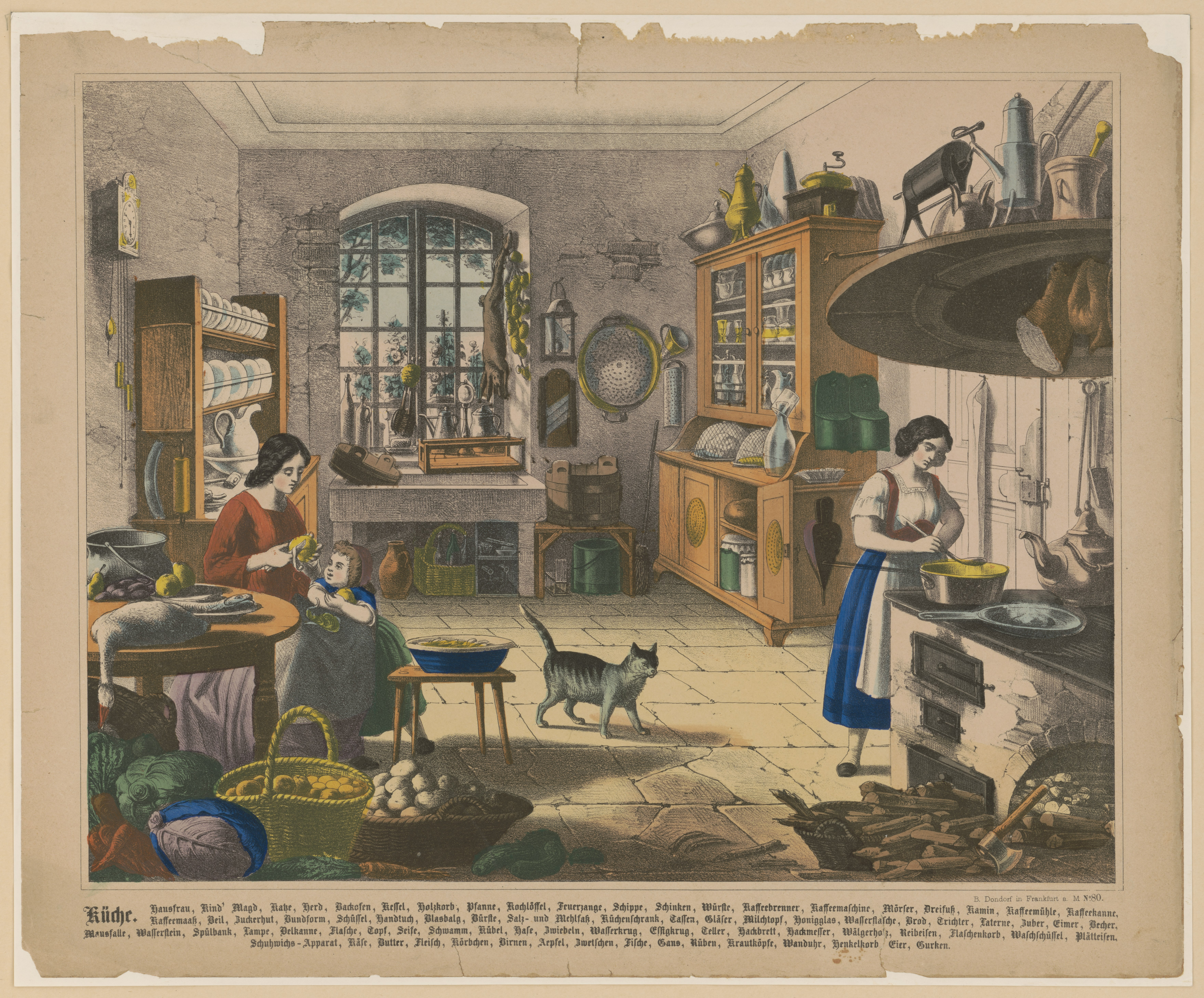
Klassische Subsistenztätigkeiten, die unbezahlt geleistet werden: Kinderbeaufsichtigung und Hausarbeit

Subsistenz (von lateinisch subsistentia „Bestand“: „durch sich selbst, Selbständigkeit“) ist ein philosophischer Begriff für das Prinzip der Selbsterhaltung, die vor allem auf der Auseinandersetzung des Menschen mit der Umwelt zur Sicherung des Lebensunterhaltes und zur Befriedigung der Grundbedürfnisse beruht. Subsistenz ist alles, was materiell und sozial zum alltäglichen Überleben benötigt wird: Nahrung, Kleidung, eine Behausung sowie Fürsorge und Geselligkeit. Existenzgrundlage und Lebensunterhalt sind bedeutungsgleiche Bezeichnungen. Die Art und Weise dieses Bestrebens wird Subsistenzstrategie genannt.
Daniel Dahm in Zukunftsfähige Lebensstile – Städtische Subsistenz für mehr Lebensqualität: „Subsistenz ist die Selbstversorgung mit materiellen wie immateriellen Gütern – also Agrarprodukten, handwerklichen Erzeugnissen, Bauwerken, Kunstwerken ebenso wie Dienstleistungen – im familiären wie im bürgerschaftlichen, gemeinschaftlichen Kontext, von Mütter- und Väterarbeit über Hausarbeit bis zu freiwilligem, ehrenamtlichen Engagement. Sie ist am eigenen oder gemeinschaftlichen Bedarf orientiert, und produziert aus eigenem Antrieb zur Deckung individueller und gemeinschaftlicher Güterwünsche, nicht fremdbestimmt für Geld. Ihre Kraft bezieht sie aus der freiwilligen, eigenmotivierten Übernahme von kulturell etablierter Verantwortung für die soziale Mitwelt wie auch für sich und der direkt eigenen sozialfamiliären Einbettung selbst. Ihre produktiven Grundlagen liegen in Kommunikation, Partizipation und Kooperation auf der Basis gegenseitiger Verantwortlichkeit, und sie reproduziert diese Ressourcen ständig selber neu. So bildet sie die Bürgergesellschaft und nährt sich aus ihr.“
Im angelsächsischen Sprachraum bezeichnet subsistence (in Verbindung mit economy oder agriculture) nur die Bedarfswirtschaft, während livelihood für den Lebensunterhalt steht.

## Wortherkunft
Das deutsche Wort „Subsistenz“ geht auf das lateinische Verb subsistere zurück, das in den meisten Wörterbüchern mit „stocken, verweilen, standhalten, stillstehen“ übersetzt wird. Es stammt ab von altgriechisch hypistemi oder hypo-histemi „unterstellen, drunterlegen, zu Grunde legen“; diese Bedeutung lässt sich nur im entferntesten Sinne ins Lateinische übertragen, weil es dort das Verb subsidere gibt („sich niedersetzen, zurückbleiben, sitzen bleiben“). Insofern bildet Subsistenz eine Einheit mit den Wörtern Existenz, Konsistenz oder Resistenz und könnte transitiv höchstens im Sinne von „widerstehen, widersetzen“ („Untersteh dich!“) gebraucht werden. Diese Bezeichnung wird bereits vom antiken griechischen Geschichtsschreiber Herodot um 450 v. Chr. benutzt; nicht sicher ist, ob ihn auch der Philosoph Aristoteles um 350 v. Chr. im erläuterten Sinn verwendete – wenngleich es auch Sinn ergibt, Subsistenz zusammen mit dem Wort Substanz in einem Satz zu gebrauchen.

## Wirtschaft

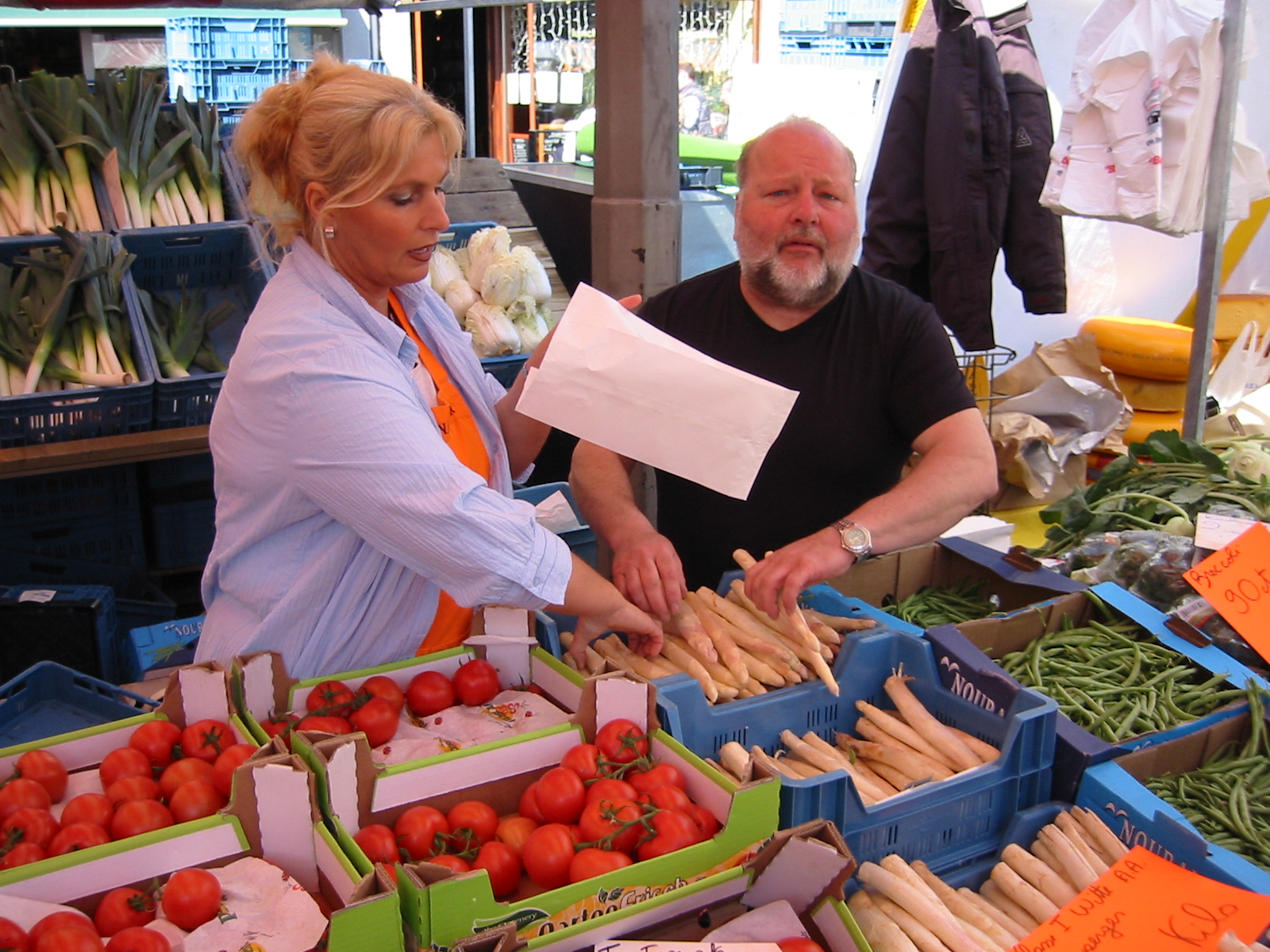
Auch der Handel ist eine Subsistenzstrategie; die Bezeichnung ist nicht zu verwechseln mit Subsistenz(land)wirtschaft.

### Subsistenzstrategie

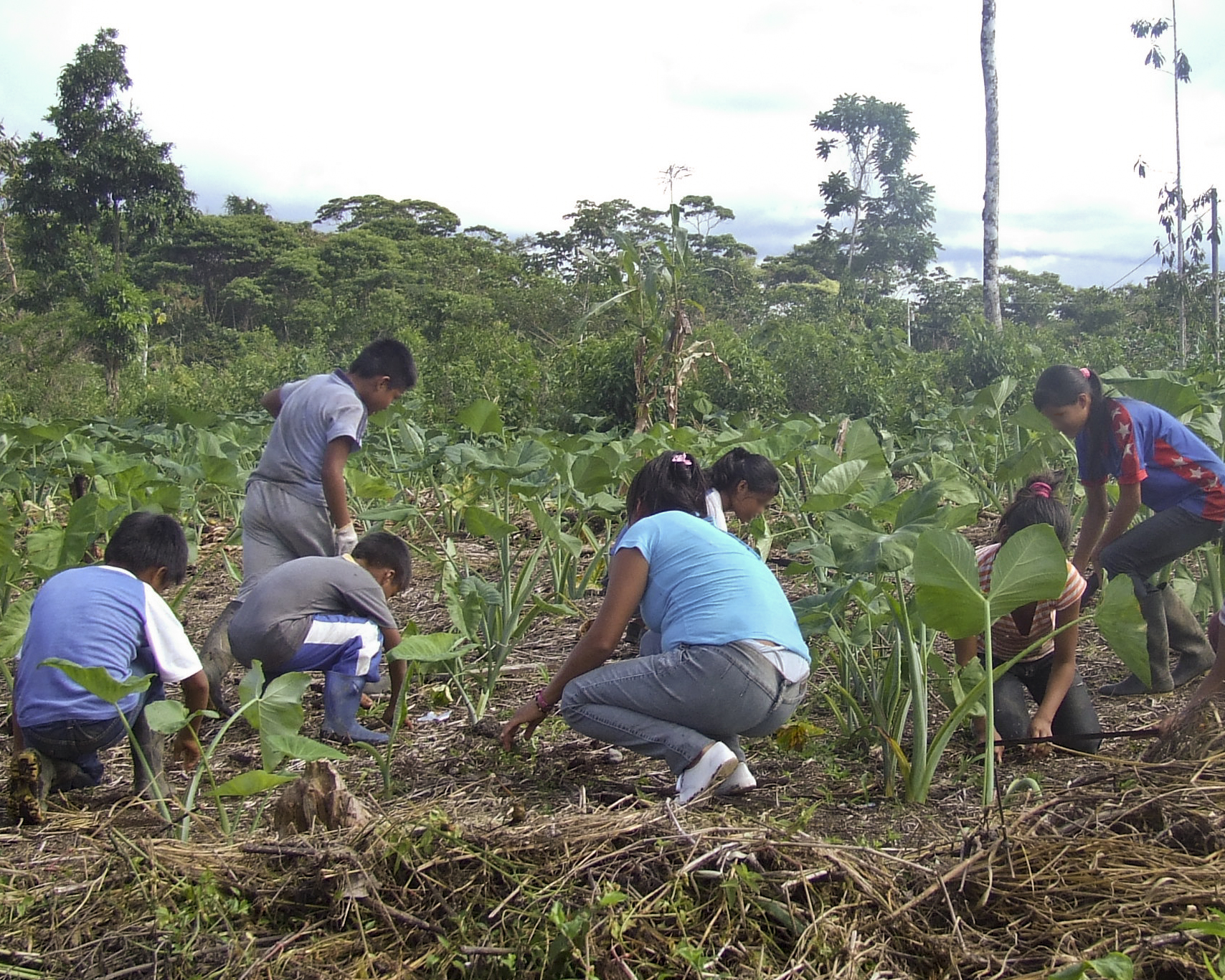
Pflanzenanbau für den Eigenbedarf ist eine wichtige traditionelle Wirtschaftsform für lokale Gemeinschaften, auch wenn sie nur noch ergänzend betrieben wird wie hier bei den Shuar-Indianern im südamerikanischen Berg-Regenwald in Ecuador (2011).

Vor allem in der Ethnologie (Völkerkunde), Anthropologie (Menschenkunde), Soziologie und Archäologie sowie allgemein in der Wirtschaftsgeschichte bezeichnet Subsistenzstrategie, Subsistenztyp oder Subsistenzform übergreifend bestimmte Verhaltensweisen, die auf die Gewährleistung der Versorgung abzielen. In diesem Sinne ist die Art und Weise jeglicher „Strategie zum Lebenserhalt“ gemeint, beispielsweise die Jagd oder der Anbau von Feldfrüchten; in weiter gefasster Bedeutung auch die moderne Strategie „intensive Agrikultur und Handel“ oder die industrielle Produktion. Zur Abgrenzung gegenüber modernen marktorientierten Produktionsweisen wird jedoch häufig die Bezeichnung traditionelle Wirtschaftsform verwendet, obwohl die Definition dieses Begriffes umfassender ist.
Der Anthropologe James C. Scott spricht von einer „Subsistenzethik“ und beschreibt damit die Subsistenzstrategie, die dem „safety-first“-Prinzip folgt und Nahrungsengpässe zu vermeiden versucht. Dazu zählen Risikovermeidung und -streuung, die Bevorzugung direkt konsumierbarer Nahrungsmittel sowie das Abzielen auf stabile und sichere Erträge. Dies wiederum umfasst einerseits technische Aspekte wie bestimmte Saatgüter, Anbautechniken usw. und andererseits bestimmte soziale Arrangements, z. B. bestimmte Formen der Reziprozität, Gemeindeland oder (erzwungene) Freigiebigkeit.

### Subsistenzwirtschaft
Im Zusammenhang mit den Wirtschaftsformen traditioneller Gesellschaften wird der Begriff Subsistenz(land)wirtschaft oder Bedarfswirtschaft verwendet, bei der die wirtschaftliche Produktion in erster Linie der Selbstversorgung dient und auf die Deckung des Eigenbedarfs ausgerichtet ist. Derzeit ermöglicht die Arbeit in der Subsistenzwirtschaft mehr als 40 Prozent der Weltbevölkerung ein weitgehend unabhängiges und selbstbestimmtes Auskommen. Andererseits sind bis zu 1,2 Milliarden der in Subsistenz lebenden Kleinbauern akut von Hunger und Armut betroffen und nicht für alle ist die Subsistenzwirtschaft eine zukunftssichere Alternative.

### Subsistenzarbeit
Nach Dahm bildet die Grundlage der Subsistenz die Subsistenzarbeit. Als unbezahlte, informelle Arbeit steht diese in einem komplementären Verhältnis zur Erwerbsarbeit. „Subsistenzarbeit konstituiert die Erscheinungen und Ausprägungen des Subsistenzsektors und teilt sich in die zwei Bereiche der individual- und der gemeinschaftsorientierten Subsistenzarbeit. Insbesondere die gemeinschaftsorientierte Subsistenzarbeit, häufig unter dem Begriff der Bürgerarbeit subsumiert, bildet das Fundament einer zukunftsfähigen Bürgergesellschaft. Ihre Grundlagen findet die Bürgerarbeit in der intrinsischen Motivation des/der Einzelnen und in den Prinzipien von Selbstbestimmtheit und Selbstorganisation, sowie der Solidarität gegenüber der Gemeinschaft. Über sie wird soziales Kapital gebildet, Standortqualität und -attraktivität gesichert und erhöht und Lebensqualität in Gemeinschaft gesteigert.“
Gemäß der Definition von Dahm umfasst Subsistenzarbeit „die haushalts-, familien- und individualorientierten Tätigkeiten ebenso wie die bürgerschaftlich getragenen, solidarisch-kooperativen, gemeinschaftsorientierten Tätigkeiten.“ „Über Subsistenzarbeit […] werden große Anteile der Reproduktion und Regeneration natürlicher wie humaner Ressourcen sowie der sozialen und kulturellen Grundlagen für Innovationsleistungen menschlicher Gemeinschaften erbracht.“
Dahm stellt die Subsistenzarbeit gleichberechtigt neben die Erwerbsarbeit und stellt zudem fest, dass die Erwerbswirtschaft auf die Leistungen der Subsistenz grundlegend angewiesen ist. „Bürgerschaftliche, gemeinschaftsorientierte Subsistenzarbeit steht komplementär zur lohnorientierten Erwerbsarbeit, ergänzt und erweitert diese um den Bereich eigenmotivierter selbstbestimmter und bedarfsorientierter Leistungen vor allem im sozialen und kulturellen Sektor.“

### Subsistenzniveau und Subsistenzgut
Im klassischen Wachstumsmodell nach Smith und Malthus bezeichnet das Subsistenzniveau den Lohnsatz, auf den langfristig die Entlohnung nach einer Produktivitätssteigerung wieder zurücksinkt.
In der Mikroökonomie werden Subsistenzgüter durch quasilineare Nutzenfunktionen beschrieben. Auf das Subsistenzgut wirken dabei keine Einkommenseffekte.

### Subsistenzlohn
Subsistenzlohn ist derjenige Lohn, den die Arbeiter zur Finanzierung der Selbsterhaltung benötigen (Nahrung, Kleidung, Wohnung).

### Urbane Subsistenz
Der Begriff der Urbanen Subsistenz wurde von Daniel Dahm ab 1999 in den wissenschaftlichen Diskurs eingeführt, Dahm leitete zur Thematik verschiedene Forschungsstudien am Wuppertal Institut für Klima, Umwelt, Energie sowie an der Universität Hohenheim insbesondere in seiner engen Zusammenarbeit mit dem Nationalökonomen Gerhard Scherhorn. Bezug nehmend auf die agrare und materielle Selbstversorgung mit Gütern des täglichen Bedarfs, erweiterte Dahm den Begriff auf das Spektrum von Dienstleistungen, die aus Subsistenzarbeit für gemeinschafts- oder individualorientierte Zwecke unbezahlt und weitgehend informell erbracht werden.
Dahm erweiterte die analytischen Zugänge aus der bislang feministisch geprägten modernen Subsistenztheorie, in dem er feststellte, dass die „gemeinschaftsorientierte Subsistenz […] unverzichtbare Beiträge zur Wohlfahrtsproduktion, zum Aufbau und zur Vitalität der Bürgergesellschaft leistet und […] der zentrale Produktionsbereich für soziales Kapital ist. […] Die gemeinschaftsorientierte Subsistenzarbeit [leistet] den Aufbau und die Etablierung bürgerschaftlicher Einrichtungen, [was] ihre besondere Bedeutung für die Funktions- und Anpassungsfähigkeit der Stadt dargestellt.“
Laut Dahm sind „insbesondere Städte […] durch die Aktivität des bürgerschaftlichen, gemeinschaftsorientierten Subsistenzsektors […] geprägt. Gemeinschaftsorientierte Subsistenz fördert die soziale und kulturelle Funktionsfähigkeit und -vielfalt der Stadt und trägt damit wesentlich zur Lebensqualität bei.“
„So entfaltet sich bürgerschaftliches Engagement in gemeinschaftsorientierter Subsistenz, bildet dort produktive Einheiten – z. B. bürgerschaftliche Einrichtungen – aus und speist soziales Kapital, soziale und kulturelle Dienstleistungen in die (städtische) Zivilgesellschaft ein.“
Dahm zeigt erstmalig auf, „wie über urbane Subsistenz der sozioökonomische Nährboden gebildet wird, der für eine sozial und kulturell vitale Bürgergesellschaft und ihre Standort stärkenden Wirkungen die strukturellen Voraussetzungen und institutionellen Rahmenbedingungen bereit stellt.“ Darüber hinausgehend stellt er dar, „wie urbane Subsistenz ihre soziale und kulturelle ‚Fruchtbarkeit’ durch die eigenmotivierten, solidarischen und kooperativen Beiträge aus gemeinschaftsorientierter Bürgerarbeit – bürgerschaftlicher Subsistenzarbeit erhält. Deren Grundlage bildet wiederum das Bürgerschaftliches Engagement. Urbane Subsistenz nährt sich aus gemeinschaftsorientierter eigenmotivierter Bürgerarbeit und kann so als ‚Mutterboden’ die Grundlage für eine kooperative und partizipative Bürgergesellschaft schaffen.“ „[Urbane Subsistenz] stärkt die städtische Selbstversorgung lokal, kommunal und regional demokratische Teilhabe und Integrationsprozesse. Außerdem trägt sie wesentlich zum immateriellen Wohlstand – unter anderem durch die Produktion sozialer und kultureller Dienstleistungen – bei, fördert Kreativität, Selbstorganisation und Innovationskraft. Auf diese Weise schafft urbane Subsistenz die soziokulturellen Grundlagen, auf denen Lebensqualität und Standortqualität wachsen und gedeihen können.“ Weiterhin stellt Dahm  fest, dass „urbane Subsistenz (nicht nur) für die Städte unersetzbar, ist und nur innerhalb kooperativ, kommunikativ und eigenmotiviert dynamisierten Strukturen funktioniert. Sie folgt nicht der Logik des Wettbewerbs und der Konkurrenz, sondern der Kooperation und der Solidarität, nicht dem Produktivitätsmaßstab von maximaler Quantität bei minimalem Input, sondern von maximaler Qualität bei optimalem Input.“

## Philosophie
Philosophisch bedeutet Subsistenz das „Bestehen durch sich selbst und für sich selbst“. Diese grundlegende Eigenschaft kommt in der aristotelischen und der scholastischen Philosophie der Substanz zu, genau genommen: nur der geistigen Substanz, im Unterschied zu den Akzidentien (sich Veränderndes), die nur durch einen Träger bestehen und ihm innewohnen. Die Bezeichnung Subsistenz wurde vom römischen Gelehrten Gaius Marius Victorinus um 330 n. Chr. geprägt, der den griechischen Ausdruck hypóstasis („Grundlage“) aufgreift.
Der deutsche Philosoph Immanuel Kant definiert „Subsistenz“ 1783 in seiner Schrift Prolegomena zu einer jeden künftigen Metaphysik, die als Wissenschaft wird auftreten können: „[…] d.i. der Notwendigkeit, […] dass dem Dasein der Dinge ein Subjekt zugrunde liege, das selbst kein Prädikat von irgendeinem anderen Dinge sein könne.“ In klassischer ontologischer Perspektive wird der Grund für die Wahrheit einer einstelligen Zuschreibung (Beispiel: „dieser Tisch ist braun“) darin gesehen, dass die Eigenschaft (braun) dem bezeichneten Objekt (dieser Tisch) innewohnt.
In der jüngeren Zeit wurde der Begriff z. B. in den Arbeiten von James C. Scott (1976, The Moral Economy of the Peasant) unter dem Schlagwort „Subsistenzethik“ aufgegriffen; in den rechtsphilosophischen Arbeiten von Henry Shue (1996, Basic Rights) taucht der Begriff als „Subsistenzrecht“ (right to subsistence) auf und beschreibt ein menschliches Grundrecht. In beiden Fällen wird „Subsistenz“ im Sinne einer Grundsicherung verstanden, die aber nicht auf die rein physischen Grundbedürfnisse beschränkt bleibt, sondern die Teilnahme und Teilhabe an einer Gesellschaft beinhaltet.